# جينيفيف الجميل
جينيفيف الجميل عرفت كشخصية سياسية لبنانية طيارة ورسامة. وحيث لعبت دور هام في الشؤون اللبنانية كزوجة بيير الجميل مؤسس حزب الكتائب وزعيمه، وأيضًا بصفتها أم بشير الجميل وأمين الجميل ، وكلاهما انتُخبا كرؤساء للبنان. 
ولدت في مدينة المنصورة بمصر في 23 يناير 1908. جينيفيف الجميل هي ابنة رجل الأعمال اللبناني إلياس كانج الجميل في مجال التبغ والقطن. انتقلت عائلتها الكبيرة المكونة من إثني عشر طفل بين المنصورة والقاهرة وبيكفيا- إحدى ضواحي بيروت - حيث أمضوا الصيف في منزل العائلة. أكملت تعليمها في مدرسة الروم الكاثوليك في المنصورة حيث تفوقت في كل من الرياضيات والمهن الحرفية. كما كانت حريصة على العزف على البيانو، والتصوير الفوتوغرافي، والفن، وتعلمت الرسم من سيزار جميل وهو رسام لبناني رائد. حتى أصبحت رسّامة موهوبة، وعرضت أعمالها في البرامج المصرية وتلقت جائزة من الملك فؤاد. 
عندما كانت في السادسة عشر من عمرها، أصبحت واحدة من أوائل النساء في الشرق الأوسط اللواتي يحصلن على رخصة قيادة. وعندما كانت في العشرين من عمرها، كانت أول امرأة عربية تقود طائرة.
في عام 1934 ، تزوجت جينيفيف الجميل من ابن عمها بيير، في منزل العائلة في بيكفيّا. وبعد سنتين أسس زوجها حزب الكتائب، وعليها فقد أصبحت العائلة متغلغلة بعمق في السياسة اللبنانية لبقية حياتها. أصبحت جنفييف عضوة في الحزب وكانت تستضيف أصدقاء ومناصري زوجها في بيتها ثم أصدقاء أبنائها بعد ذلك، وكانت دائما هادئة مهما كانت الأزمات التي ضربت العائلة أو البلاد. 
كان للزوجين ابنان وأربعة بنات، وقد حرصت والدتهم على تعليمهم وتنمية هواياتهم. وبينما تمت تربية الفتيات كزوجات وأمهات صالحات، تمت تربية وتدريب الأولاد على الحياة السياسية. وقد تم انتخاب بشير، أصغر الأبناء، رئيساً عام 1982 ، ولكن تم اغتياله قبل تولّيه منصبه. ثم عانت جينيفيف من فقدان آخر حزين مع وفاة زوجها بعد ذلك بعامين في أغسطس / آب 1984. وارتدت الأسود لبقية حياتها.
وبعد وفاة زوجها، انعزلت في شقتها في دورا بلبنان حتى توفيت في 18 مارس 2003. وكانت الجنازة في كاتدرائية القديس جورج في بيروت والتي قد حضرها كبار الشخصيات من الداخل والخارج، ودفنت في مقبرة العائلة في بيكفيّا في 19 مارس. 